# Ноћи и јутра
Ноћи и јутра је југословенски драмски филм први пут приказан 14. јула 1959. године. Режирао га је Пјер Мајхровски а сценарио је написао Меша Селимовић.

## Радња
Радња филма је инспирисана стварним догађајима везаним за Мостарски партизански одред током 2 светског рата. У току офанзиве командант партизанског одреда је приликом једног извиђања с неколико бораца пао непријатељу у руке. Једна партизанска десетина, преобучена у немачке униформе, ослободила је из затвора своје другове, али без команданта јер је он убијен. Партизан Зира рекао је случајно његово име и то је непријатељу било довољно.
Група стиже у часу кад је штаб одреда донео одлуку да се десетковани одред повуче у окупирани град док не прође непријатељска офанзива. Зиру мучи осећај кривице због смрти команданта Нине, брата његове жене Вере. Како ће Вери погледати у очи и признати истину...

## Улоге
| Глумац                     | Улога                           |
| -------------------------- | ------------------------------- |
| Марија Кон                 | Вера                            |
| Властимир Ђуза Стојиљковић | Зира (као Ђуза Стојиљковић)     |
| Милан Срдоч                | Башић                           |
| Борис Бузанчић             | Хуса                            |
| Антун Врдољак              | Лаћа                            |
| Васја Станковић            | Кубац                           |
| Бранко Татић               | Братић                          |
| Љуба Ковачевић             | Партизан (као Љубиша Ковачевић) |
| Маријан Ловрић             | Командант партизанског одреда   |
| Бењамино Лето              |                                 |
| Саша Коваљов               |                                 |
| Јозо Лепетић               |                                 |
| Злата Раичевић             | Мајка од Хуса                   |
| Авдо Џиновић               |                                 |

Остале улоге ▼
| Глумац              | Улога     |
| ------------------- | --------- |
| Никола Гашић        |           |
| Чедо Зуравица       |           |
| Стојан Милићевић    |           |
| Боро Милићевић      |           |
| Ранко Гучевац       | Суфлер    |
| Власта Велисављевић | Гитариста |
| Борис Миловац       |           |
| Златибор Стоимиров  |           |
| Петар Петровић      |           |
| Тома Јовановић      | Младић    |

Комплетна филмска екипа ▼
| Редитељ                   | Пјер Мајхровски         |                                          |
| Сценариста                | Меша Селимовић          | (писац)                                  |
| Композитор                | Владимир Краус Рајтерић |                                          |
| Директор фотографије      | Стево Ландуп            |                                          |
| Монтажер                  | Зора Бранковић          |                                          |
| Сценограф                 | Владимир Тадеј          |                                          |
| Уметнички директор        | Владо Бранковић         |                                          |
| Декоратер сцене           | Мишо Крњајић            |                                          |
| Костимограф               | Хелена Волфрат Којовић  | (као Хела Волфарт)                       |
| Одсек за шминку           | Софија Николић          | шминкерка                                |
| Одсек за шминку           | Шукрија Шаркић          | шминкерка (као Шуца Шаркић)              |
| Менаџер продукције        | Дана Никифоровић        | директор филма                           |
| Менаџер продукције        | Сејфудин Тановић        | организатор                              |
| Менаџер продукције        | Исо Таубер              | помоћник директора филма                 |
| Менаџер продукције        | Јован Влчић             | помоћник организатора                    |
| Помоћник режије           | Владимир Балвановић     | помоћник редитеља                        |
| Помоћник режије           | Хајрудин Крвавац        | помоћник редитеља                        |
| Помоћник режије           | Раденко Остојић         | први помоћник редитеља                   |
| Уметнички одсек           | Владо Бранковић         |                                          |
| Уметнички одсек           | Милош Дикосављевић      | набавни реквизитер                       |
| Уметнички одсек           | Раиф Фрљ                | асистент сценографа                      |
| Одсек за звук             | Марио Аркус             | тонска обрада                            |
| Одсек за звук             | Миро Хрбацек            | асистент сниматеља                       |
| Одсек за звук             | Љубомир Петек           | тон мајстор                              |
| Одсек за звук             | Јоже Визјак             | мајстор звука                            |
| Специјални ефекти         | Јово Склндрић           | пиротехничар                             |
| Одсек за камеру и расвету | Зијах Бачвић            | фотограф                                 |
| Одсек за камеру и расвету | Рудолф Белингер         | пратилац камере (као Руди Белингер)      |
| Одсек за камеру и расвету | Ђорђе Јолић             | сниматељ                                 |
| Одсек за камеру и расвету | Драган Првановић        | вођа расвете                             |
| Одсек за камеру и расвету | Ранко Станишић          | пратилац камере                          |
| Одсек за камеру и расвету | Хамдија Заметица        | сценски мајстор                          |
| Одсек за костим           | Рамиза Каламујић        | гардеробер                               |
| Одсек за монтажу          | Ајка Шефић Тичић        | асистент монтажера (као Ајка Тичић)      |
| Остала екипа              | Ева Чересњеш            | секретар режије (као Ева Чересњеш —Секе) |
| Остала екипа              | Исо Таубер              | продуцтион ассистант                     |